# Paolo Giaretta
Paolo Giaretta (Padova, 14 marzo 1947) è un politico italiano, sindaco di Padova dal 7 giugno 1987 al 21 giugno 1993, ex senatore e segretario regionale veneto del Partito Democratico dal 2007 al 2009.

## Biografia
Laureatosi nel 1971 in Scienze Politiche a pieni voti con una tesi in "Dottrina dello Stato", ha lavorato per la Camera di Commercio di Padova come funzionario e dirigente.
È stato per la Democrazia Cristiana assessore provinciale dal 1975 al 1980, e sindaco di Padova dal 1987 al 1993. Durante l'incarico di primo cittadino padovano, è stato membro del consiglio di amministrazione di Interporto spa e dell’Autostrada Serenissima.
Alle elezioni politiche del 1996 viene eletto al Senato della Repubblica, tra le file come indipendente del Partito Popolare Italiano, assumendo il 25 febbraio 1999 le funzioni di vicepresidente vicario del gruppo parlamentare.
Confermò il suo seggio a Palazzo Madama anche al termine delle elezioni politiche del 2001 come vice-presidente prima e poi come vice capogruppo vicario de La Margherita al Senato e del 2006, facendo parte del gruppo parlamentare della Margherita prima e dell'Ulivo poi.
Il 17 maggio viene nominato dal Consiglio dei Ministri sottosegretario di Stato al Ministero dello sviluppo economico nel secondo governo Prodi, entrando in carica il successivo 18 maggio: si è poi dimesso dall'incarico optando per il ruolo di parlamentare.
Il 14 ottobre 2007, attraverso le elezioni primarie, è stato eletto segretario regionale del Partito Democratico in Veneto, nel 2009 gli succedette Rosanna Filippin.
In vista delle elezioni politiche del 2013, dopo una lunga esperienza parlamentare, non si è ricandidato.
Nel settembre 2017 è stato nominato, dal sindaco di Padova Sergio Giordani, vicepresidente esecutivo della Fondazione orchestra da Camera di Padova e del Veneto.
Scrive su www.paologiaretta.it.

## Opere
Saggista, tra i suoi volumi
- “Con i sé e con i ma, fare politica ai tempi dell’antipolitica”, Edizioni nuovadimensione 2014

- “Il terzo Veneto: la metropoli dei cittadini”, in La metropoli policentrica, edizioni Marsilio 2014.

- “La Padova del Sindaco Crescente 1947-1970” con Francesco Jori, edizioni Il Poligrafo 2017

- “Un club e la sua città, i settant’anni del Rotary Club Padova” con Francesco Jori Cleup 2020

- “VirItaly 2020, paure, incertezze e speranze nell’Italia contagiata” con Filiberto Tartaglia Edizioni la Carmelina 2020

- Identità e rappresentanza politica nel Veneto della Repubblica 1948 2020 edizioni Il Poligrafo 2020